# ラハダトゥ
ラハダトゥ（Lahad Datu）は、マレーシア東部、ボルネオ島北東部のサバ州タワウ省ラハダトゥ郡に属する町。人口は約20万人（2010年）。セレベス海ダーベル湾の北辺となる半島に位置する。
町はココアとアブラヤシのプランテーションに囲まれている。木材輸出に利用される港と、国内線用のラハダトゥ空港がある。ダヌムバレー保護地域への入口となっており、東にはタビン野生生物保護区、南にはマダイ洞窟がある。

## 歴史
14世紀末にイスラム教がサバ州で最初に入って来たと考えられる。これは1408年ジャウィ文字で書かれたイダアン語の記録に、ダーベル湾のイダアン族アブラハムという男性が、イスラム教を受け入れたと書かれていることによる。明代の中国陶器が発掘されており、15世紀にはこの地に交易地があったと考えられる。ラハダトゥにはバジャウ族の他に、1950年代にココス諸島がオーストラリア領になったときに移住してきた住人が居る。
19世紀には、ラハダトゥのすぐ東にあるTunku村は、海賊や奴隷商人の根拠地として悪名高かった。
1964年、藤原岩市の部下で太平洋戦争中、インド独立工作、アチェ工作、台湾独立を画策した過去を持つ中宮悟郎が、現地にサバ動物園計画を調査。更に森林伐採とバナナ栽培を行う「東亜起業」を設立。しかし倒産し、中宮は消息を絶つ。ラハダトゥ地区内に”Toa Kigyo”という地名が残された
フィリピンスールー諸島から地理的に近いため、多数の密入国者が居るとみられる。1985年には武装勢力が銃を乱射して11人が死亡し、2000年にはラハダトゥ東部沖のシパダン島で、欧米の観光客21人が誘拐された（2000 Sipadan kidnappings）。フィリピン反政府武装勢力「アブ・サヤフ」の犯行とみられている。

### 2013年スールー王国軍の上陸
2013年2月、ラハダトゥ地区に数百人の「スールー王国軍」を名乗るイスラム武装勢力が不法上陸した。武装勢力はラハダトゥから約130 km東に離れたタンダオ村を占拠し、南に約150 kmのセンポルナにも展開した。3月12日までに双方合わせて60人以上の死者が出た。

## 人口
人口推計は1991年調査で118,000人前後、2000年国勢調査では156,059人だった。